# Великолиственська сільська рада
Великолиственська сільська́ ра́да — адміністративно-територіальна одиниця та орган місцевого самоврядування в Городнянському районі Чернігівської області. Адміністративний центр — село Великий Листвен.

## Загальні відомості
Великолиственська сільська рада утворена у 1937 році.
- Територія ради: 22,76 км²
- Населення ради: 738 осіб (станом на 2001 рік)

## Населені пункти
Сільській раді були підпорядковані населені пункти:
- с. Великий Листвен

## Склад ради
Рада складалася з 12 депутатів та голови.
- Голова ради: Вороний Михайло Володимирович
- Секретар ради: Орел Світлана Миколаївна

### Керівний склад попередніх скликань
| Прізвище, ім'я, по батькові   | Основні відомості                                            | Дата обрання | Дата звільнення |
| ----------------------------- | ------------------------------------------------------------ | ------------ | --------------- |
| Науменко Тетяна Дмитрівна     | Сільський голова, 1960 року народження, член Народної партії | 26.03.2006   | 31.10.2010      |
| Вороний Михайло Володимирович | Сільський голова, 1959 року народження, освіта вища          | 31.10.2010   |                 |

Примітка: таблиця складена за даними сайту Верховної Ради України

### Депутати
За результатами місцевих виборів 2010 року депутатами ради стали:

#### За суб'єктами висування
| Суб'єкт висування | Кількість обраних депутатів | %    |
| ----------------- | --------------------------- | ---- |
| Партія регіонів   | 5                           | 41,7 |
| Самовисування     | 5                           | 41,7 |
| Народна партія    | 2                           | 16,7 |

#### За округами
| № округу        | Прізвище, ім'я, по батькові      | Дата визнання обраним | Освіта             | Партійна приналежність | Відомості про обраного депутата                  |
| --------------- | -------------------------------- | --------------------- | ------------------ | ---------------------- | ------------------------------------------------ |
| Народна Партія  |                                  |                       |                    |                        |                                                  |
| 7               | Мартиненко Людмила Валентинівна  | 05.11.2010            | вища               | член Народної партії   | Великолиственська загальноосвітня школа, вчитель |
| 9               | Орел Світлана Миколаївна         | 05.11.2010            | середня            | член Народної партії   | Великолиственська сільська рада, секретар        |
| Партія регіонів |                                  |                       |                    |                        |                                                  |
| 4               | Копецька Наталія Дмитрівна       | 05.11.2010            | середня            | член Партії регіонів   | страхова компанія «Гарантія», агент              |
| 5               | Лузан Василь Васильович          | 05.11.2010            | середня            | член Партії регіонів   | фермерське господарство «Соната», тракторист     |
| 6               | Лузан Тетяна Валентинівна        | 05.11.2010            | середня спеціальна | член Партії регіонів   | пенсіонер                                        |
| 10              | Семененко Анатолій Миколайович   | 05.11.2010            | вища               | член Партії регіонів   | тимчасово не працює                              |
| 12              | Хом'як Світлана Єгорівна         | 05.11.2010            | середня            | член Партії регіонів   | тимчасово не працює                              |
| Самовисування   |                                  |                       |                    |                        |                                                  |
| 1               | Акрент Ірина Вікторівна          | 05.11.2010            | вища               | позапартійна           | Великолиственська загальноосвітня школа, вчитель |
| 2               | Зельман Ігор Миколайович         | 05.11.2010            | середня спеціальна | позапартійний          | фермерське господарство «Соната», тракторист     |
| 3               | Євтіфеєва Вікторія Олександрівна | 05.11.2010            | середня            | позапартійна           | тимчасово не працює                              |
| 8               | Марусенко Надія Петрівна         | 05.11.2010            | середня            | позапартійна           | Тупичівське СПО, продавець                       |
| 11              | Сигора Федір Іванович            | 05.11.2010            | вища               | позапартійний          | тимчасово не працює                              |